# Bruno Milić
Bruno Milić (Rijeka, 15. kolovoza 1917. – Zagreb, 8. veljače 2009.), hrvatski arhitekt i urbanist.

## Životopis
Arhitekt Bruno Milić rođen je u Rijeci 1917. godine.  Diplomirao na Arhitektonskom odjelu Tehničkog fakulteta u Zagrebu 1942. godine. Od 1957. do 1958. godine pohađao je poslijediplomski studij iz urbanizma na Urbanističkom institutu Sveučilišta Sorbonne u Francuskoj. Habilitirao je 1961. godine s radom ”Urbanistička i arhitektonska obnova Zadra", a disertaciju "Prostorna kvantifikacija visokoškolskih nastavnih i znanstvenih ustanova" obranio 1980. godine. 
Od 1950. zaposlen na Arhitektonskom odjelu Tehničkog fakulteta u Zagrebu, na Katedri za urbanizam. Za docenta je biran 1961. godine, a od 1966. godine izvanredni je profesor. Od 1972. godine redoviti je profesor, a od 1998.godine professor emeritus. Bio je nositelj mnogih kolegija: Urbanizam I (1964. – 65.), Urbanizam II (1981. – 83.), Urbanizam III (1967. – 68., 1979. – 87.), Urbanizam IV (1967. – 68., 1979. – 87.), Urbanističko planiranje III, IV (1979. – 87.), Apsolventski rad (1979. – 87.), Diplomski rad(1968. – 87.). Bio je nositelj kolegija i na Građevnom fakultetu u Zagrebu (1958. – 81.).
Nositelj je kolegija i na poslijediplomskim studijima: "Urbanizam i prostorno planiranje" (Arhitektonski fakultet) - Razvoj urbanizma (1969. – 86.), Aktualnost baštine (od 1998.); "Graditeljsko naslijeđe" (Arhitektonski fakultet) - Urbanizam i zaštita čovjekove okoline (1975. – 81.), Urbanizam i arhitektonsko projektiranje u povijesnim ambijentima (1975. – 81.), Urbanističko planiranje i projektiranje u povijesnim cjelinama (1981. – 91.); "Arhitektura u turizmu i slobodnom vremenu" (Arhitektonski fakultet) - Prostorno planiranje i turizam turističkih predjela (1981. – 92.); "Ozelenjavanje i parkiranje" (Šumarski fakultet) - Urbanizam (1964.); "Oblikovanje parkovnih i prirodnih rekreacijskih objekata" (Šumarski fakultet) - Urbanizam i komunalna tehnika (1975. – 94.); "Oblikovanje parkova i pejzaža" (Arhitektonski fakultet u Zagrebu, Poljoprivredni fakultet u Zagrebu, Biotehnički fakultet u Ljubljani) - Urbanizam (1969. – 71.), Vrtna i pejzažna tehnika (1971.72.); "Poslijediplomski studij za sanitarne inženjere" (Škola narodnog zdravlja “Andrija Štampar”, Zagreb) - Urbana ekologija (1966. – 70.); "Krajinska arhitektura" (Biotehnički fakultet u Ljubljani) - Urbanizam i prostorno planiranje (1970. – 80.)
Prodekan je Arhitektonskog fakulteta od 1966. do 1970.godine. Dekan Arhitektonskog fakulteta bio je od 1972.do 1974.godine. Od 1969. do 1973. godine predstojnik je Katedre za urbanizam. 
Kao arhitekt-projektant i urbanist-planer izrađuje brojne arhitektonske projekte i urbanističke planove, od kojih se ističe regulatorna osnova zadarskog poluotoka iz 1955. godine kao iznimno značajan rad na polju obnove ratom uništene graditeljske baštine. U Zadru djeluje nekoliko godina kao koordinator obnove, planer i projektant unutar povijesne jezgre. Vodi brojna istraživanja i projekte o proučavanju povijesnog razvoja gradova. Pod njegovim vodstvom rađen je “Urbanistički atlas povijesnih mjesta i gradova Istre”, a autor je i tri knjige (sveučilišna udžbenika) o razvoju gradova kroz stoljeća. Održao je više gostujućih predavanja u Italiji, Francuskoj i Kanadi. Usavršavao se na studijskim boravcima u Francuskoj (1963., 1981.), Kanadi (1982.) i SAD-u (1982.). U mirovini je od 1987. godine.

## Odabir izvedbi
- 1947. Dvorazredne tipske škole, Hrvatsko primorje

- 1948. Sklop labaratorija "Fotokemike", Hondlova ulica, Zagreb

- 1950. Industrijski sklop "Bosanka", Blažuj pokraj Sarajeva, BiH

- 1958. Stambeni blok Meandar, Nikšić, Crna Gora

- 1965. Poslovno-stambeni sklop s kinom "Forum", Zadar

## Odabir urbanističkih planova
- 1955.- Provedbeni urbanistički plan Zadra

- 1958.- Urbanistički plan za predio Varoš, Nikšić, Crna Gora

- 1959.- Urbanistički planovi za dijelove povijesnoga Zadra

- 1972.- Urbanistički plan turističke stacije Bale – Rovinj

- 1978.- Urbanistički plan za sveučilišni sklop Šalata-Horvatovac, Zagreb (provedba: M. Maretić)

## Natječajni projekti
- 1944.- Zgrada sveučilišnog konvikta na Tuškancu Hrvatskog kulturnog društva Napredak, 1. prva nagrada (s M.Haberleom)

- 1948.- Dizajn telefonskog aparata “Rade Končar”, 1. nagrada i izvedba (sa: Lj. Gaj)

- 1954.- Uređenje Petrovaradinske tvrđave, Novi Sad, 1. nagrada

- 1954.- Plan rekonstrukacije i revitalizacije Zadra, 1. nagrada (sa: M. Kollenz)

- 1957.- Poslovna zgrada "Vjesnika", Zagreb, 3. nagrada

- 1968.- Prostorni plan za turistički sklop "Punta Mika", Zadar, 1. nagrada

- 1985. Urbanističko-arhitektonsko i hortikulturno rješenje ulaznog prostora u perivoj Maksimir, Zagreb

## Knjige
- 1990.- Razvoj grada kroz stoljeća I., Školska knjiga, Zagreb

- 1995.- Razvoj grada kroz stoljeća II., Školska knjiga, Zagreb

- 2000.- Razvoj grada kroz stoljeća III., Školska knjiga, Zagreb

## Nagrade
- 1973.- Diploma Društva urbanista Hrvatske sa zlatnom značkom

- 1985.- Povelja Udruženja konzervatora Hrvatske

- 1988.- Nagrada "Viktor Kovačić" za životno djelo

- 1996.- Nagrada "Vladimir Nazor" za životno djelo

- 1998.- Nagrada HAZU za znanstvenu djelatnost